# Tommy Lee Jones
Tommy Lee Jones, född den 15 september 1946 i San Saba, Texas, är en amerikansk skådespelare och regissör, som började på Broadway för att sedan gå vidare till Hollywood.
Före skådespelarkarriären jobbade han, liksom sin far Clyde C. Jones, i oljeindustrin. Då Tommy Lee Jones gick på Harvard var han rumskompis med Al Gore.
Han fick en Oscar för bästa manliga biroll i filmen Jagad.

## Filmografi

### Filmer
| År   | Titel                                      | Roll                       | Noter |
| ---- | ------------------------------------------ | -------------------------- | --- |
| 1970 | Love Story                                 | Hank Simpson               | |
| 1973 | Life Study                                 | Gus                        | |
| 1975 | Eliza's Horoscope                          | Tommy Lee                  | |
| 1976 | Smash-Up on Interstate 5                   | Officer Hutton             | TV-film |
| 1976 | I skydd av lagen                           | Coley Blake                | |
| 1977 | The Amazing Howard Hughes                  | Howard Hughes              | |
| 1977 | Rolling Thunder                            | Korpral Johnny Vohden      | |
| 1978 | The Betsy                                  | Angelo Perino              | |
| 1978 | Ögon                                       | John Neville               | |
| 1980 | Loretta                                    | Doolittle "Mooney" Lynn    | Nominerad—Golden Globe Award för bästa manliga huvudroll – musikal eller komedi |
| 1980 | Barn Burning                               | Ab Snopes                  | Kortfilm |
| 1981 | Back Roads                                 | Elmore Pratt               | |
| 1982 | The Executioner's Song                     | Gary Mark Gilmore          | TV-film Primetime Emmy Award for Outstanding Lead Actor in a Miniseries or a Movie |
| 1982 | The Rainmaker                              | Starbuck                   | TV-film |
| 1983 | Nate and Hayes                             | Captain Bully Hayes        | |
| 1984 | Flodpiraterna                              | Billy                      | |
| 1985 | Cat on a Hot Tin Roof                      | Brick Pollitt              | TV-film |
| 1985 | The Park is Mine                           | Mitch                      | TV-film |
| 1986 | Black Moon Rising                          | Quint                      | |
| 1986 | Yuri Nosenko: Double Agent                 | Steve Daley                | TV-film |
| 1987 | Broken Vows                                | Pater Joseph McMahon       | TV-film |
| 1987 | Med livet som insats                       | George Cole                | |
| 1988 | Stranger on My Land                        | Bud Whitman                | TV-film |
| 1988 | April Morning                              | Moses Cooper               | TV-film |
| 1988 | Stormy Monday                              | Cosmo                      | |
| 1988 | Döda ljuger inte                           | Eddie Mallard              | |
| 1989 | I sista sekunden                           | Thomas Boyette             | |
| 1990 | Fire Birds                                 | Brad Little                | |
| 1991 | JFK                                        | Clay Shaw/Clay Bertrand    | Nominerad—Oscar för bästa manliga biroll Nominerad—BAFTA Award for Best Actor in a Supporting Role |
| 1992 | Under belägring                            | William Strannix           | |
| 1992 | House of Cards                             | Jake Beerlander            | |
| 1993 | Jagad                                      | Marshal Samuel Gerard      | Oscar för bästa manliga biroll Golden Globe Award for Best Supporting Actor – Motion Picture Kansas City Film Critics Circle Award for Best Supporting Actor Los Angeles Film Critics Association Award for Best Supporting Actor MTV Movie Award for Best On-Screen Duo (delad med Harrison Ford) Southeastern Film Critics Association Award for Best Supporting Actor Nominerad—BAFTA Award for Best Actor in a Supporting Role Nominerad—Chicago Film Critics Association Award for Best Supporting Actor Nominerad—National Society of Film Critics Award for Best Supporting Actor |
| 1993 | Himmel och jord                            | Steve Butler               | |
| 1994 | Tidsfrist noll                             | Ryan Gaerity               | Nominerad—MTV Movie Award for Best Villain |
| 1994 | Klienten                                   | 'Reverend' Roy Foltrigg    | |
| 1994 | Natural Born Killers                       | Warden Dwight McClusky     | |
| 1994 | Blue Sky                                   | Maj. Henry 'Hank' Marshall | |
| 1994 | Cobb                                       | Ty Cobb                    | Nominerad—Chicago Film Critics Association Award for Best Actor |
| 1995 | The Good Old Boys                          | Hewey Calloway             | TV-film Även regissör Nominerad—Screen Actors Guild Award for Outstanding Performance by a Male Actor in a Miniseries or Television Movie |
| 1995 | Batman Forever                             | Harvey Dent/Two-Face       | Nominerad—MTV Movie Award for Best Villain |
| 1997 | Volcano                                    | Mike Roark                 | |
| 1997 | Men in Black                               | Kevin Brown/Agent K        | Nominerad—Blockbuster Entertainment Award for Favorite Actor – Sci-Fi Nominerad—MTV Movie Award for Best On-Screen Duo (delad med Will Smith) Nominerad—Satellite Award for Best Actor – Motion Picture Musical or Comedy |
| 1998 | U.S. Marshals                              | Samuel Gerard              | Nominerad—Blockbuster Entertainment Award for Favorite Duo – Action/Adventure (delad med Wesley Snipes) |
| 1998 | Små soldater                               | Chip Hazard                | Voice |
| 1999 | Double Jeopardy                            | Travis Lehman              | Nominerad—Blockbuster Entertainment Award for Favorite Actor – Suspense |
| 2000 | Rules of Engagement - Krigets regler       | Col. Hayes 'Hodge' Hodges  | |
| 2000 | Space Cowboys                              | William "Hawk" Hawkins     | |
| 2002 | Men in Black II                            | Kevin Brown/Agent K        | |
| 2003 | The Hunted                                 | L.T. Bonham                | |
| 2003 | The Missing                                | Samuel Jones               | |
| 2005 | Man of the House                           | Ranger Roland Sharp        | |
| 2005 | The Three Burials                          | Pete Perkins               | Även regissör Nominerad—Satellite Award for Best Actor – Motion Picture Drama |
| 2006 | A Prairie Home Companion                   | Axeman                     | Nominerad—Broadcast Film Critics Association Award for Best Cast Nominerad—Gotham Award for Best Ensemble Cast |
| 2007 | No Country for Old Men                     | Ed Tom Bell                | National Board of Review Award for Best Cast San Diego Film Critics Society Award for Best Supporting Actor Screen Actors Guild Award for Outstanding Performance by a Cast in a Motion Picture Nominerad—BAFTA Award for Best Actor in a Supporting Role Nominerad—Broadcast Film Critics Association Award for Best Cast Nominerad—Screen Actors Guild Award for Outstanding Performance by a Male Actor in a Supporting Role |
| 2007 | In the Valley of Elah - Saknad efter strid | Hank Deerfield             | Nominerad—Oscar för bästa manliga huvudroll Nominerad—Dallas-Fort Worth Film Critics Association Award for Best Actor Nominerad—Satellite Award for Best Actor – Motion Picture Drama |
| 2009 | In the Electric Mist                       | Dave Robicheaux            | |
| 2010 | The Company Men                            | Gene McClary               | Nominerad—Satellite Award for Best Supporting Actor – Motion Picture |
| 2011 | The Sunset Limited                         | White                      | Även regissör och exekutiv producent |
| 2011 | Captain America: The First Avenger         | Överste Chester Phillips   | |
| 2012 | Men in Black 3                             | Kevin Brown/Agent K        | |
| 2012 | Hope Springs                               | Arnold Soames              | |
| 2012 | Lincoln                                    | Thaddeus Stevens           | Dallas-Fort Worth Film Critics Association Award for Best Supporting Actor Las Vegas Film Critics Society Award for Best Supporting Actor Screen Actors Guild Award for Outstanding Performance by a Male Actor in a Supporting Role Nominerad—Oscar för bästa manliga biroll Nominerad—BAFTA Award for Best Actor in a Supporting Role Nominerad—Broadcast Film Critics Association Award for Best Supporting Actor Nominerad—Chicago Film Critics Association Award for Best Supporting Actor Nominerad—Golden Globe Award for Best Supporting Actor – Motion Picture Nominerad—National Society of Film Critics Award for Best Supporting Actor Nominerad—New York Film Critics Circle Award for Best Supporting Actor Nominerad—Online Film Critics Society Award for Best Supporting Actor Nominerad—Phoenix Film Critics Society Award for Best Supporting Actor Nominerad—Satellite Award for Best Supporting Actor – Motion Picture Nominerad—Screen Actors Guild Award for Outstanding Performance by a Cast in a Motion Picture Nominerad—Southeastern Film Critics Association Award for Best Supporting Actor Nominerad—Toronto Film Critics Association Award for Best Supporting Actor Nominerad—Vancouver Film Critics Circle Award for Best Supporting Actor Nominerad—Washington D.C. Area Film Critics Association Award for Best Supporting Actor |
| 2012 | Emperor                                    | General Douglas MacArthur  | |
| 2013 | Farväl till maffian                        | Robert Stansfield          | |
| 2014 | The Homesman                               | George Briggs              | Även regissör |
| 2016 | Criminal                                   | Dr. Micah Franks           | |
| 2016 | Jason Bourne                               | Robert Dewey               | |
| 2016 | Mechanic: Resurrection                     | Max Adams                  | Post-produktion |

### TV
| År        | Titel            | Roll            | Noter |
| --------- | ---------------- | --------------- | --- |
| 1971–1977 | One Life to Live | Dr. Mark Toland | Okänt avsnitt |
| 1975      | Barnaby Jones    | Dr. Jim Melford | Avsnitt: "Fatal Witness" |
| 1976      | Baretta          | Sharky          | Avsnitt: "Dead Man Out" |
| 1976      | Charlies änglar  | Aram Kolegian   | Avsnitt: "Charlie's Angels" |
| 1976      | Family           | David Needham   | Avsnitt: "Coming of Age" |
| 1989      | Den långa färden | Woodrow F. Call | 4 avsnitt Nominerad—Golden Globe Award for Best Supporting Actor – Series, Miniseries or Television Film Nominerad—Primetime Emmy Award for Outstanding Lead Actor in a Miniseries or a Movie |